# Simon Brus
Simon Brus, slovenski kajakaš, * 28. september 1993.
Brus je na evropskih prvenstvih osvojil naslov prvaka leta 2011 v La Seu d'Urgellu v disciplini K-1 ekipno, v postavi sta bila še Peter Kauzer in Jure Meglič.